# ファイ・パプ月瑠
ファイ・パプ月瑠（ファイ・パプ むーる、Faye Pape Mour、1987年6月22日 - ）は、セネガル出身のプロバスケットボール選手である。ポジションはセンター。
2011年にbjリーグの横浜ビー・コルセアーズに入団しプロ選手となる。横浜ビー・コルセアーズに2013年まで在籍した後、NBLの千葉ジェッツ、広島ドラゴンフライズでプレイした。2016年に再び横浜ビー・コルセアーズと契約した。
2015年、帰化申請によって日本国籍を取得し、2016年のオリンピック世界最終予選に日本代表として出場した。

## 来歴
2人の兄がおり、うち一人もプロバスケ選手。幼いころはサッカーをしていたが、10歳の時にバスケチームの監督にスカウトされたことによりバスケを始める。
その後日本へ渡り、延岡学園高校に留学する。セネガルから延岡へ留学した1年上にママドゥ・ジェイ（坂本ジェイ）がいる。日本人では同級生に月野雅人、1年後輩に前田陽介・重永和樹。高校2年時にインターハイ初優勝。
その後、関東学院大学に進み、2年時で関東リーグ3部得点王・リバウンド王の2冠を獲得し、4年時にはキャプテンを務めた。
2011年、bjリーグドラフトの2巡目で横浜ビー・コルセアーズに指名される。セネガル人としては2006年に高松に指名されたディアン・ティエルノ・セイデゥ・ヌロ以来2人目の指名であった。横浜には2011-12シーズン、2012-13シーズンの2シーズン在籍し、2012-13シーズンの優勝メンバーにも名を連ねた。
2013年7月、岩手ビッグブルズとの契約に合意したものの、9月に家庭の事情で帰国することとなり、契約締結は見送られた。
2013年11月にNBLの千葉ジェッツと契約締結したが、4試合に出場しただけで同月中に契約解除となった。
2014年、NBL・広島ドラゴンフライズと契約する。同年に日本帰化申請を行い、2014-15シーズンは外国人枠登録ではなく帰化選手登録としてプレーする。スターターに定着し、同チーム初のNBLプレーオフ進出、そして同チーム初のオールジャパン2015決勝進出に貢献した。シーズン終了後、契約満了となった。
2015年7月、新潟アルビレックスBBに移籍。
2015年12月、日本国籍取得。
2016年6月2日、新潟との契約満了が発表され、同年8月12日、横浜ビー・コルセアーズと再び契約。
2017年6月14日、自由交渉選手リストに公示され、同年7月24日、ライジングゼファーフクオカと契約。
2018年5月28日、福岡との契約満了が発表され、同年6月19日、大阪エヴェッサと契約。
2019年5月23日、レバンガ北海道と契約。
2021年6月29日、佐賀バルーナーズへの移籍が発表された。
2023年6月20日、新潟アルビレックスBBへの移籍が発表された
。
インサイドの選手としては決してサイズが大きい訳ではないが、その鍛え上げた肉体を生かしたディフェンスとリバウンド等の泥臭いプレーでチームに大きく貢献するハードワーカー。器用な選手とは言い難いが、ポストプレーのドリブルで粘ってから利き手の左手で繰り出す「フックシュート」は、たとえ相手が230センチあろうとも決める自信があると本人が語る様に、相手に全くと言って良い程ブロックされない、彼の必殺技である。

## 名前
"Faye"が姓、"Pape Mour"が名で、正式なラテン語表記は"Pape Mour Faye"（パプ・ムール・ファイ）。
学生時代は「ファイエ・パプ・ムール」あるいは「ファイエ・パプムール」で登録されており。プロ選手となってからは「ファイ・パプ・ムール」で登録されていた。日本国籍取得後はファイ・パプ月瑠の表記が使われている。

## 記録
| シーズン         | チーム | GP | GS | MPG  | FG%  | 3P%  | FT%  | RPG | APG | SPG | BPG | TO  | PPG  |
| ---------------- | ------ | -- | -- | ---- | ---- | ---- | ---- | --- | --- | --- | --- | --- | ---- |
| bjリーグ 2011-12 | 横浜   | 51 | 13 | 16.7 | .533 | .000 | .410 | 5.3 | 0.4 | 0.5 | 0.2 | 0.6 | 5.9  |
| bjリーグ 2012-13 | 横浜   | 52 | 34 | 24.5 | .504 | ---  | .550 | 8.2 | 0.5 | 0.6 | 0.9 | 1.2 | 9.4  |
| NBL 2013-14      | 千葉   | 4  | 3  | 18.0 | .533 | ---  | .214 | 5.5 | 0   | 0.3 | 0.5 | 0.8 | 4.8  |
| NBL 2014-15      | 広島   | 54 | 54 | 28.7 | .517 | .000 | .436 | 8.9 | 1.0 | 0.7 | 0.9 | 1.3 | 10.8 |
| bjリーグ 2015-16 | 新潟   | 52 | 50 | 34.0 | .521 | .000 | .486 | 9.9 | 3.4 | 1.0 | 0.7 | 1.7 | 11.4 |